# Albina Ruiz
Albina Ruiz Ríos es una ingeniera industrial, ambientalista, activista y emprendedora social peruana. Fue ministra del Ambiente del Perú, entre diciembre de 2022 y febrero de 2024; en el gobierno de Dina Boluarte.
Es la fundadora y líder de Ciudad Saludable, una organización de salud ambiental sin fines de lucro con sede en Lima, Perú, y miembro de la Fundación Schwab del Foro Económico Mundial.

## Biografía
Ruiz fue la única mujer en su clase en la Universidad Nacional de Ingeniería, donde se especializó en ingeniería industrial. Posteriormente obtuvo una maestría en Ecología y Gestión Ambiental por la Universidad Ricardo Palma y un doctorado en Química por la Universidad Ramon Llull de Barcelona.

### Trayectoria
Comenzó a trabajar en los problemas de salud y ambientales causados por los desechos domésticos no recolectados en Perú cuando era estudiante. Cuando Ruiz inició su trabajo en el barrio Cono Norte de Lima, se generaban diariamente 600 toneladas métricas de residuos, de los cuales solo la mitad era recolectada por el servicio de recolección de la ciudad. El resto se acumulaba en montones o se dejaba a lo largo de vías públicas y en lotes baldíos. Esta situación existía en otras localidades de todo el Perú, donde a menudo se podían encontrar desechos arrojados a los ríos, que contaminaban el suministro de agua potable.
Después de escribir su tesis, a Ruiz se le ocurrió una idea para un crear un nuevo sistema de recolección de residuos administrado por la comunidad que esperaba que sirviera de modelo para las comunidades urbanas y rurales de Perú. En 2001 fundó el grupo Ciudad Saludable, una empresa social que tenía como objetivo convertir la recolección de residuos en un negocio rentable.
El grupo capacita a los dueños de negocios locales para recolectar y procesar los desechos, proporcionando empleo en una comunidad con una tasa de desempleo crónicamente alta. Ruiz ayudó a las empresas en su fase de inicio, cobrando una tarifa mensual por el servicio de aproximadamente US$1.50, y ayudó a las nuevas empresas con esquemas de marketing. Una de las campañas de marketing empleó la distribución de canastas de regalo a las familias para animarlas a utilizar los servicios y pagarlos a tiempo.

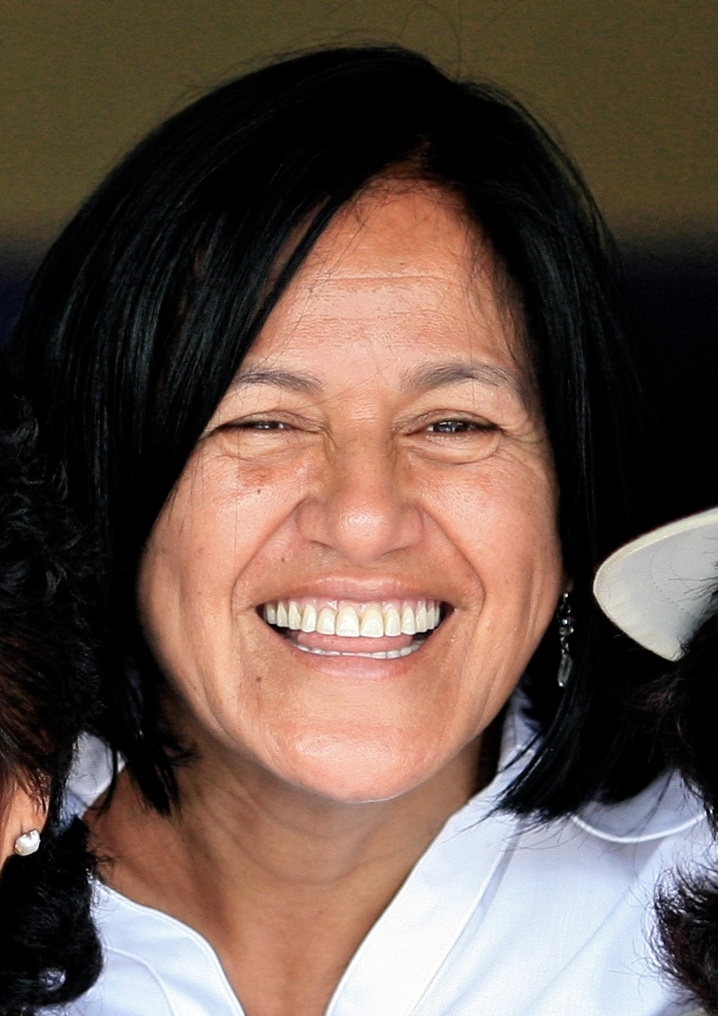
Ruiz en 2012.

En 2014, el grupo había capacitado a más de 300 profesionales de Perú, Brasil, Venezuela, Chile y Ecuador, supervisando proyectos en 20 ciudades de Perú, empleando a más de 150 personas y brindando servicios a más de 3 millones de residentes en Perú. Posteriormente, el gobierno peruano le pidió a Ruiz que elaborara un plan nacional, y lideró la creación de la primera ley en Perú (así como en América Latina) para regular las actividades de los recicladores de residuos.
Ruiz y Ciudad Saludable desarrollaron un programa de educación a distancia sobre manejo de residuos, con la Universidad Católica del Perú, en seis versiones del programa. Han organizado a más de 1.500 recolectores de residuos, creando empleo y mejorando la salud y las condiciones de vida de más de 6 millones de personas que viven en regiones rurales y urbanas pobres en Bolivia, Brasil, Colombia, México, Perú, Venezuela e India.
En enero de 2019, fue designada como Viceministra de Gestión Ambiental del Ministerio de Ambiente del Perú. Mantuvo este cargo hasta octubre del mismo año.

### Ministro de Estado

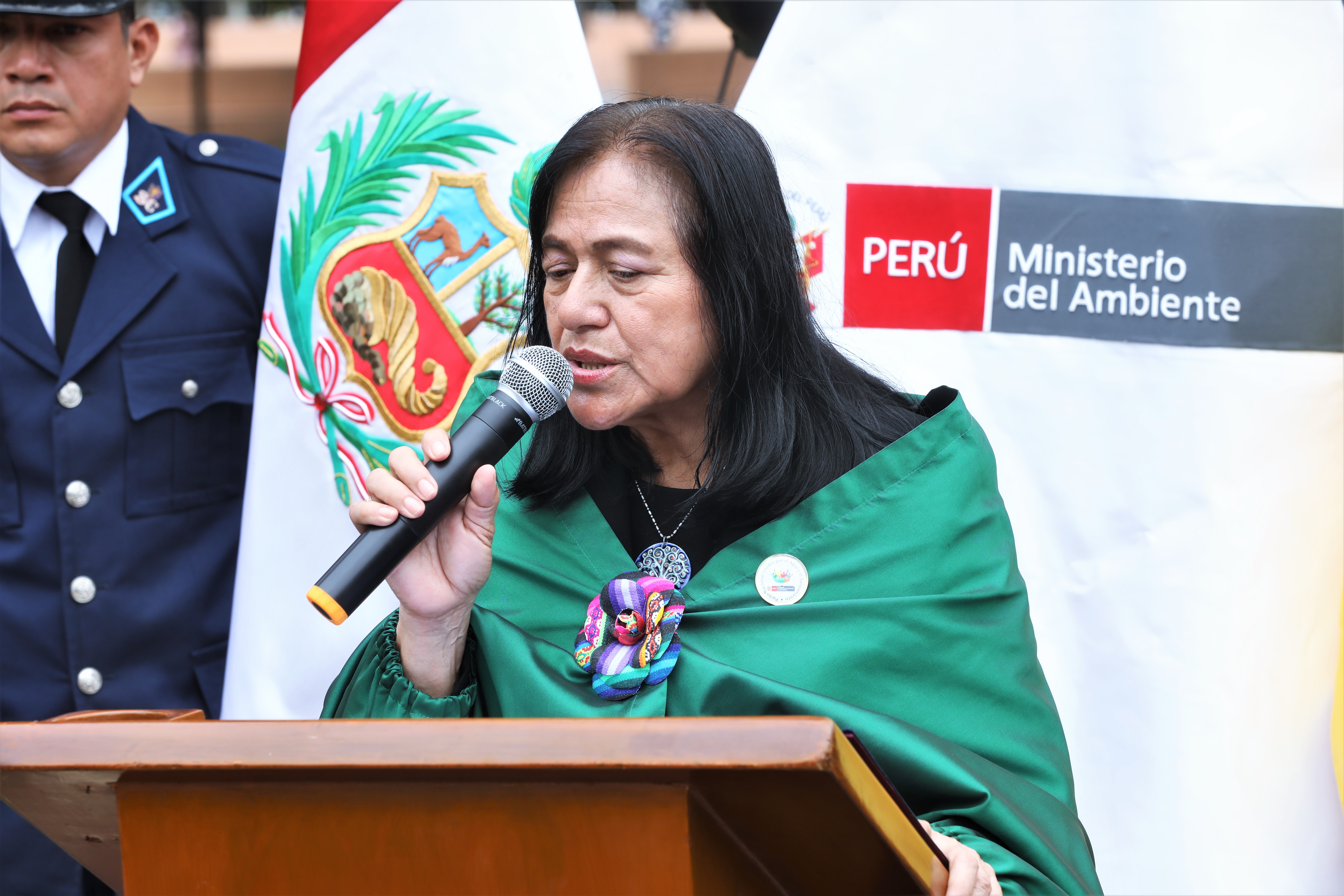
Ruiz como ministra (2023).

El 10 de diciembre de 2022, fue nombrada y posesionada por la presidenta Dina Boluarte, como ministra del Ambiente del Perú.
Mantuvo este cargo hasta el 13 de febrero de 2024, cuando renunció a su puesto tras presentar en el consejo de ministros su posición contraria a la Ley Forestal y de Fauna Silvestre N° 31973, señalando que la ley regularizaría las actividades ilegales vinculadas a la deforestación.

## Condecoraciones
Ruiz y Ciudad Saludable han recibido varios honores, incluida una beca de 1995 de la Fundación Ashoka, una beca de 2006 de la Fundación Skoll, el premio Energy Globe de 2007; el Premio Internacional de Dubái 2006 a las mejores prácticas para mejorar el entorno vital; el Premio de la Red de Desarrollo Global 2006; y el Premio Bravo 2006 de Latin Trade como Ambientalista del Año en América Latina.